# Phoebe Waller-Bridge
Phoebe Mary Waller-Bridge (Londen, 14 juli 1985) is een Britse actrice, filmproducente, scenarioschrijfster en toneelregisseuse.

## Biografie
Waller-Bridge werd geboren in Londen waar zij drama studeerde aan het Royal Academy of Dramatic Art. 
Waller-Bridge begon in 2009 met acteren in de televisieserie Doctors, waarna zij nog meerdere rollen speelde in televisieseries en films. Zij speelde in onder andere The Iron Lady (2011) en Broadchurch (2015). 
Waller-Bridge is naast actrice ook toneelregisseuse bij de DryWrite Theatre Company. Naast het acteren schrijft zij ook toneelstukken voor het theater.

## Filmografie

### Films
- 2024 IF - als Blossom (stem)
- 2023 Indiana Jones and the Dial of Destiny - als Helena Shaw
- 2019 National Theatre Live: Fleabag - als Fleabag
- 2018 Solo: A Star Wars Story - als L3-37
- 2017 Goodbye Christopher Robin - als Mary Brown
- 2015 Flack - als Eve
- 2015 Man Up - als Katie
- 2011 The Iron Lady - als Susie
- 2011 Albert Nobbs - als Viscountess Yarrell
- 2011 The Night Watch - als Lauren

### Televisieseries
Uitgezonderd eenmalige gastrollen.
- 2020 His Dark Materials - als Sayan Kotor - 2 afl.
- 2020 Run - als Laurel Halliday - 3 afl.
- 2016-2019 Fleabag - als Fleabag - 12 afl.
- 2016 Crashing - als Lulu - 6 afl.
- 2015 Broadchurch - als Abby Thompson - 8 afl.
- 2014 Glue - als Bee Warwick - 2 afl.
- 2011-2013 The Cafe - als Chloe Astill - 13 afl.

### Filmproducente
- 2018-2022 Killing Eve - televisieserie 32 afl.
- 2020 Run - televisieserie - 7 afl.
- 2016-2019 Fleabag - televisieserie 12 afl.
- 2016 Crashing - televisieserie - 6 afl.

### Scenarioschrijfster
- 2021 No Time to Die - film
- 2019 National Theatre Live: Fleabag - film
- 2018-2019 Killing Eve - televisieserie - 16 afl.
- 2016-2019 Fleabag - televisieserie - 12 afl.
- 2016 Crashing - televisieserie - 6 afl.
- 2014 Drifters - televisieserie - 3 afl.

- Bibsys: 1507616671479
- Biblioteca Nacional de España: XX6295707
- Bibliothèque nationale de France: cb17799837x (data)
- Gemeinsame Normdatei: 1176033743
- International Standard Name Identifier: 0000 0004 7476 8792
- Library of Congress Control Number: nb2017003405
- MusicBrainz: 24c237bf-332e-4341-ac03-1566d08c6b41
- Nationale Bibliotheek van Tsjechië: xx0282384
- Nederlandse Thesaurus van Auteursnamen: 421392347
- Réseau des bibliothèques de Suisse occidentale: 02-A027788709
- Système universitaire de documentation: 23446979X
- Virtual International Authority File: 142148752011441200549
- WorldCat: E39PBJmhQVpRJFxMP74K3rGj4q